# Tuxcueca
Tuxcueca é um município do estado de Jalisco, no México.
Em 2005, o município possuía um total de 5.765 habitantes.